# پام وایتکراس
 پام وایتکراس (انگلیسی: Pam Whytcross؛ زادهٔ ۲۵ نوامبر ۱۹۵۳) یک تنیس‌باز اهل استرالیا است. 